# Oscar Bauk
Oscar Lorenzo Bauk (Ballesteros; 9 de julio de 1949) es un médico cirujano argentino, profesor de la Universidad Nacional de Córdoba.
Especialista en cirugía cardiovascular y cirugía torácica, diseño un corazón artificial y realizó el primer autotrasplante cardíaco con éxito en el mundo y el primer trasplante sin transfusión sanguínea de Latinoamérica. También desarrolló el primer estabilizador tipo ventosa para la cirugía coronaria sin bomba, cuya patente disputa actualmente con Medtronic, una de las más importantes empresas de insumos médicos a nivel mundial.

## Biografía
Realizó sus estudios primarios en la zona rural de Ballesteros Sud, mientras que al nivel secundario lo hizo en Villa María, en la Escuela del Trabajo —hoy IPET 49—, la cual le dio el título de perito mecánico-tornero, y para poder ingresar a la universidad, terminó el bachiller en el Colegio Bernardino Rivadavia, a su vez paralelamente hacía técnico electrónico en la Escuela del Trabajo.
Se capacitó en centros internacionales, tanto en São Paulo, Brasil, como en París, Francia. En el primero hizo años de su residencia en la Hospital INCOR, mientras que en la capital francesa trabajó con su amigo y mentor Christian Cabrol, junto a quien realizó 77 trasplantes en el hospital de la Pitié-Salpêtrière. Fue en la misma ciudad donde se convirtió en pionero en el uso del estabilizador cardíaco.
Fue premiado por el Concejo Deliberante de la Ciudad de Córdoba declarándolo Ciudadano Ilustre en diciembre del año 2000; recibió el Homenaje Civilitas entregado por la Universidad Nacional de Córdoba, el Premio S.D.T y numerosos reconocimientos de organizaciones como Rotary International.
En la actualidad ejerce además como profesor de la universidad de la cual egresó.